# Lahko noč, gospodična
Lahko noč, gospodična je slovenski celovečerni dramsko-romantični film režiserja Metoda Pevca iz leta 2011.

### Zgodba
Uspešno, vendar nezadovoljno Hano prevara prav tako uspešni mož Samo. Hana se preseli k svoji mami in išče uteho pri Levu, prijatelju iz študentskih let, ki pa je še manj zvest.

### Roman
Delovni naslov filma je bil Teža neba. Pod tem naslovom je Metod Pevec podobno zgodbo izdal v obliki romana dve leti pred filmom.

## Sodelujoči

### Glavni liki
- Polona Juh - Hana
- Jernej Šugman - Samo, Hanin mož
- Mila Fürst - Anja, hči Hane in Sama
- Jan Cvitkovič - Lev, Hanin ljubimec
- Marinka Štern - Hanina mama

### Ekipa
- scenografija: Maja Moravec
- kostumografija: Monika Lorber
- oblikovanje maske: Gabrijela Fleischman
- oblikovanje zvoka: Julij Zornik
- animacija: Špela Čadež

## Financiranje in sprejem filma
Proračun filma je bil 1.750.618 €. Filmski sklad RS je prispeval 850.000 € (še prej 25.000 € za razvoj), Hrvaški avdiovizualni center pa 912.500 kun (približno 125.000 €). Film je videlo 10.466 ljudi.

### Kritike
Marcelu Štefančiču ni bil všeč, zanj je bil ta film še eden odvečen o »trpljenju« slovenskega srednjega razreda. Zdenko Vrdlovec je sicer spretno režiranemu filmu očital nerazvite moške like in stereotipnost Haninega moža.

## Nagrade in priznanja

### Festival slovenskega filma
- 14. FSF (2011): Kodakovo nagrada za najboljšo fotografijo[4]

### Puljski filmski festival
- 58. PFF (2011): zlate arene v programu koprodukcij za kamero, glavno žensko vlogo in režijo[4]